# Koson
Koson (uzb. cyr.: Косон; ros.: Касан, Kasan) – miasto w południowo-wschodnim Uzbekistanie, w wilajecie kaszkadaryjskim, siedziba administracyjna tumanu Koson. W 1989 roku liczyło ok. 40,7 tys. mieszkańców. Ośrodek przemysłu włókienniczego i olejarskiego.
Miejscowość otrzymała prawa miejskie w 1972 roku.